# Huntingdon (Québec)
Huntingdon è un comune del Canada, situato nella provincia del Québec, nella regione di Montérégie.